# Dendrophilus sulcatus
Dendrophilus sulcatus är en skalbaggsart som beskrevs av Victor Ivanovitsch Motschulsky 1845. Dendrophilus sulcatus ingår i släktet Dendrophilus och familjen stumpbaggar. Inga underarter finns listade i Catalogue of Life.